# Kerstin Holmlund
Kerstin Holmlund, född 1947, är professor emerita i pedagogik vid Umeå universitet.
Kerstin Holmlund avlade sin doktorsexamen i pedagogik vid Umeå universitet 1996.